# نیسان
نیسان موتور کورپوریشن (به ژاپنی: 日産自動車株式会社) شرکت خودروسازی چندملیتی ژاپنی است، که در زمینه طراحی، توسعهٔ فناوری و تولید انواع خودروها، وسایل‌نقلیه تجاری، لیفتراک‌ها و موتورهای قایق‌رانی فعالیت می‌کند و دفتر مرکزی آن در شهر یوکوهاما قرار دارد. 
ریشه‌های تأسیس این شرکت به زمان راه‌اندازی شرکت خودروسازی داتسون در سال ۱۹۳۳ بازمی‌گردد، درپی خریداری شرکت داتسون توسط یوشیسوکه آیکاوا، وی داتسون را در شرکت خوشه‌ای و تازه تأسیس خود، یعنی؛ گروه نیسان ادغام نمود و بخش خودروسازی جدید را نیسان نامید.
شرکت نیسان همانند تویوتا و هوندا که به ترتیب برندهای لکسوس و آکورا را در آمریکای شمالی راه‌اندازی کردند، برند اینفینیتی را برای بازار آمریکای شمالی خود تأسیس کرد. از سال ۱۹۹۹ شرکت رنو به یکی از سهام‌داران اصلی نیسان تبدیل شد، به‌طوری‌که تا سال ۲۰۰۸ مالک ۴۴٪ از سهام آن گردید، در مقابل هم‌اکنون نیسان نیز ۱۵٪ از سهام رنو را در اختیار دارد. اکنون کارلوس غصن به‌طور هم‌زمان، مدیرعامل و رئیس هیئت مدیره هر دو شرکت نیسان و رنو می‌باشد و از طریق شرکت رنو-نیسان آلیانس که حاصل مشارکت استراتژیک این دو خودروساز می‌باشد، سکان رهبری رنو، نیسان و چند خودروساز دیگر را در دست دارد. در سال ۲۰۱۲ نیسان پس از شرکت‌های جنرال موتورز، تویوتا، گروه فولکس‌واگن، گروه هیوندای موتور و فورد، به‌عنوان ششمین خودروساز بزرگ جهان شناخته شد.

## تاریخچه

### دهه‌های ۱۹۱۰ و ۱۹۲۰

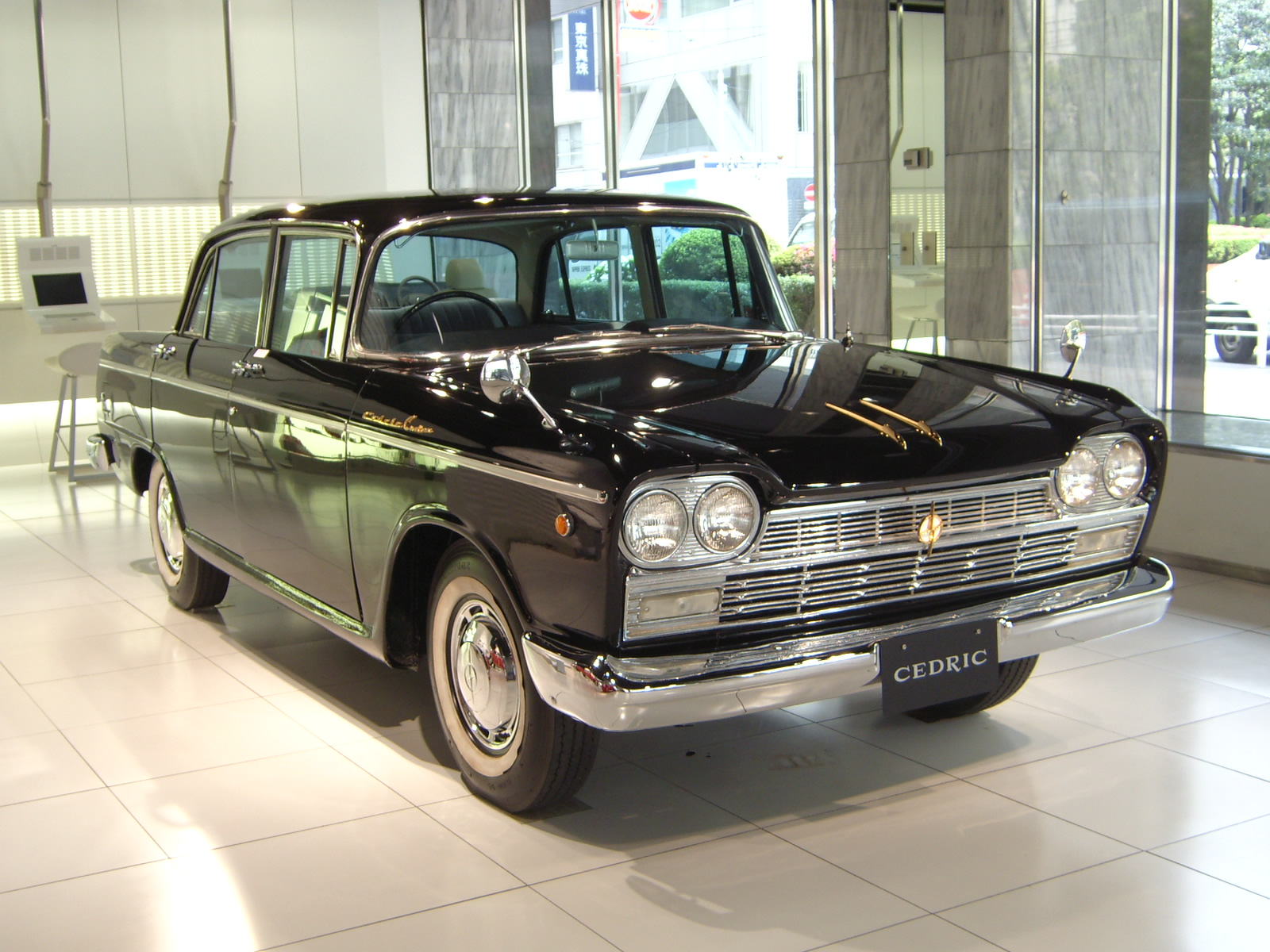
نیسان سدریک

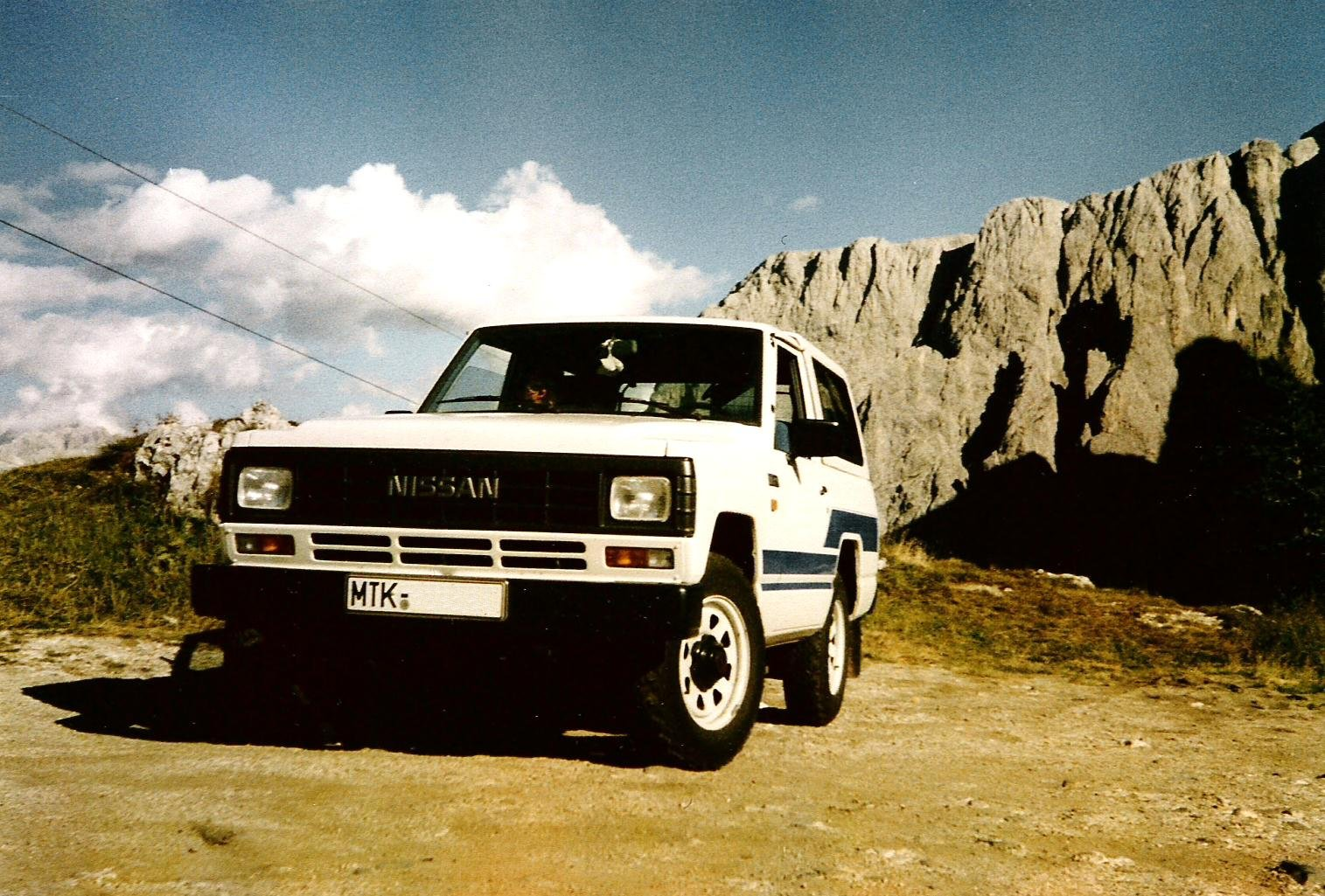
نیسان پاترول مدل ۱۹۸۰

در سال ۱۹۱۱ ماسوجیرو هاشیموتو، شرکت کوایشینشا موتور کار ورکس (به انگلیسی: Kwaishinsha Motor Car Works) را تأسیس کرد و در ۱۹۱۴ این شرکت با سرمایه‌گذاری سه بازرگان ژاپنی، نخستین خودروی خود را طراحی و تولید نمود.
این وسیله نقلیه ۲ سیلندری که تنها ۱۰ اسب بخار قدرت داشت، دات نامیده شد، که از حروف اول نام خانوادگی سه سرمایه‌گذار آن، گرفته شده بود. سرمایه‌گذاران این پروژه عبارت بود از:
- کنجیرو دین (به انگلیسی: Kenjiro Den)
- روکارو آویاما (به انگلیسی: Rokuro Aoyama)
- میتارو تاکئوچی (به انگلیسی: Meitaro Takeuchi)

این شرکت در سال ۱۹۱۸ به کوایشینشا موتور کو تغییر نام داد و شروع به تولید کامیون‌های نظامی نمود.
در سال ۱۹۱۹ شرکت جیتسایو جیدوشا، به‌عنوان شرکت تابعه شرکت کوبوتا، در شهر اوساکا راه‌اندازی شد. این شرکت بلافاصله شروع به تولید کامیون‌های سایز کوچک نمود، که قطعات مورد نیاز آن‌ها را، از ایالات متحده آمریکا وارد و در ژاپن مونتاژ می‌کرد.
در سال ۱۹۲۵ شرکت کوایشینشا موتور به دات موتور کار تغییر نام پیدا کرد. یک سال بعد در ۱۹۲۶ شرکت دات موتور و جیتسایو جیدوشا با هم ادغام شدند.

### دهه‌های ۱۹۳۰ و ۱۹۴۰

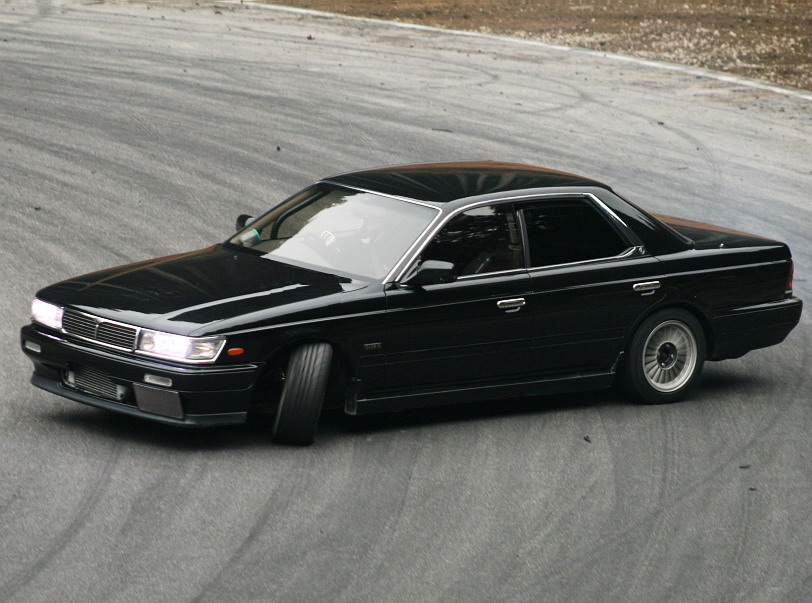
نیسان لورل

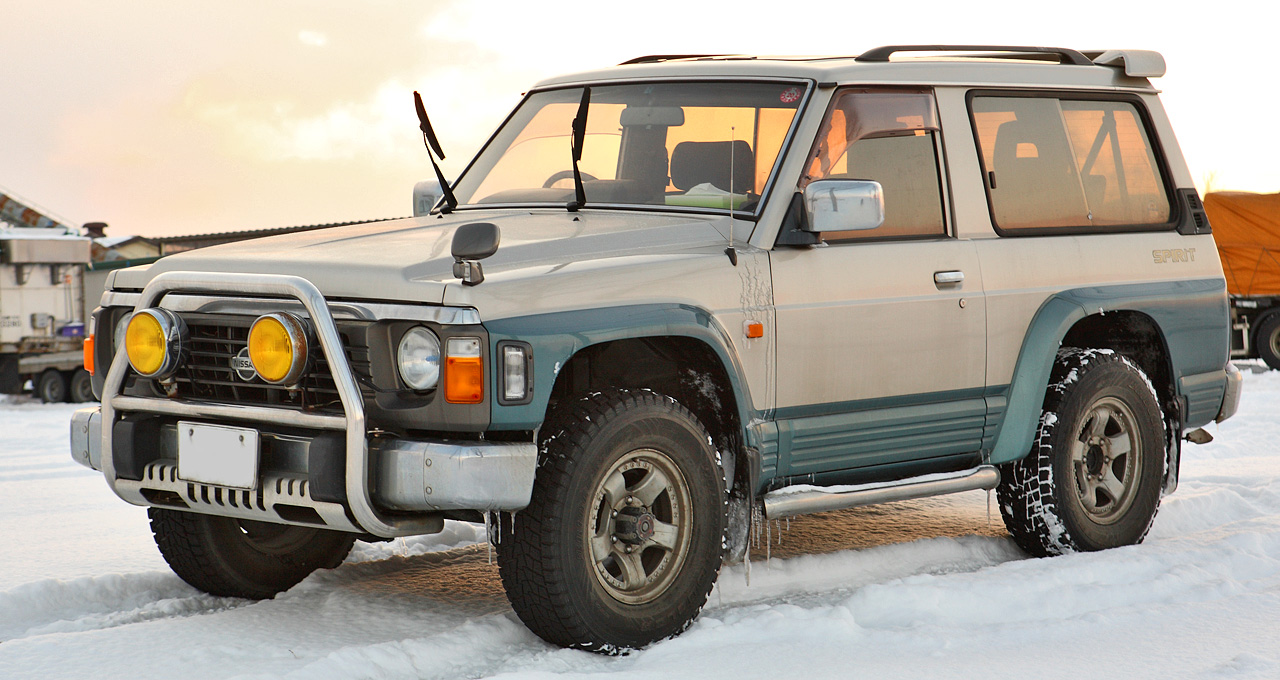
نیسان سافاری دو در

در سال ۱۹۳۰ خودروی دات، دست‌خوش تغییر شد. خودروی کوچک جدیدی به نام دات سان (به معنی پسر دات) تولید شد، که چندی بعد، به داتسون تغییر نام داد. در سال ۱۹۳۱ این شرکت مدل داتسون تیپ ۱۱ را به بازار عرضه کرد.
در ۱۹۳۴ داتسون اقدام به مشارکت با خودروساز دیگری به نام نیهون سانگیو نمود. این شرکت متعلق به کارآفرین و بازرگان ژاپنی؛ یوشیسوکه آیکاوا بود. آیکاوا ابتدا اقدام به خریداری داتسون نمود، سپس با تصاحب چند شرکت خودروسازی کوچک و ادغام کلیه شرکت‌ها در کمپانی نیهون سانگیو، این شرکت، به یک شرکت خوشه‌ای تبدیل گشت، که از ۷۴ شرکت صنعتی و غیرصنعتی تشکیل می‌شد و شرکت‌های زیرمجموعه آن، در حوزه‌های مختلفی فعالیت می‌کردند، از این شرکت‌ها می‌توان به: توباتا و هیتاچی اشاره نمود. در ابتدای دهه ۱۹۳۰ پس از ورود شرکت نیهون سانگیو به بازار بورس توکیو، این شرکت در مبادلات سهام، به‌اختصار از نام نیسان استفاده کرد، که مختصر شده نیـهون سانـگیو بود. این شرکت و زیرمجموعه‌های آن، هیچ‌یک تا سال ۱۹۳۳ عملاً در صنعت خودروسازی فعالیت نمی‌کردند. در سال ۱۹۳۳ در پی خریداری شرکت توباتا، مالکیت داتسون (که زیرمجموعه‌ای از توباتا بود) در اختیار نیسان قرار گرفت، که نیسان را به صنعت خودروسازی وارد کرد و یک سال بعد، در ۱۹۳۴ شرکت خودروسازی نیسان تشکیل شد.
آیکاوا که طرح عظیمی برای تولید انبوه ۱۰ تا ۱۵ هزار دستگاه خودرو در هر سال داشت، شروع به عملی کردن این پروژه نمود. یک سال بعد و پیش از جنگ جهانی دوم، اولین داتسونهای سایز کوچک در کارخانه مستقر در یوکوهاما، به خط مونتاژ فرستاده شد.
در طول جنگ جهانی دوم تولید این وسیله نقلیه، به کامیون‌های نظامی و موتور هواپیما و قایق‌های اژدرافکن، تغییر پیدا کرد. شرکت نیسان تولید وسایل غیرنظامی را در سال ۱۹۴۵ از سر گرفت و ۲ سال بعد، با دریافت سفارش تولید خودروهای داتسون، بار دیگر برند داتسون وارد خط تولید گردید.

### دهه‌های ۱۹۵۰ و ۱۹۶۰

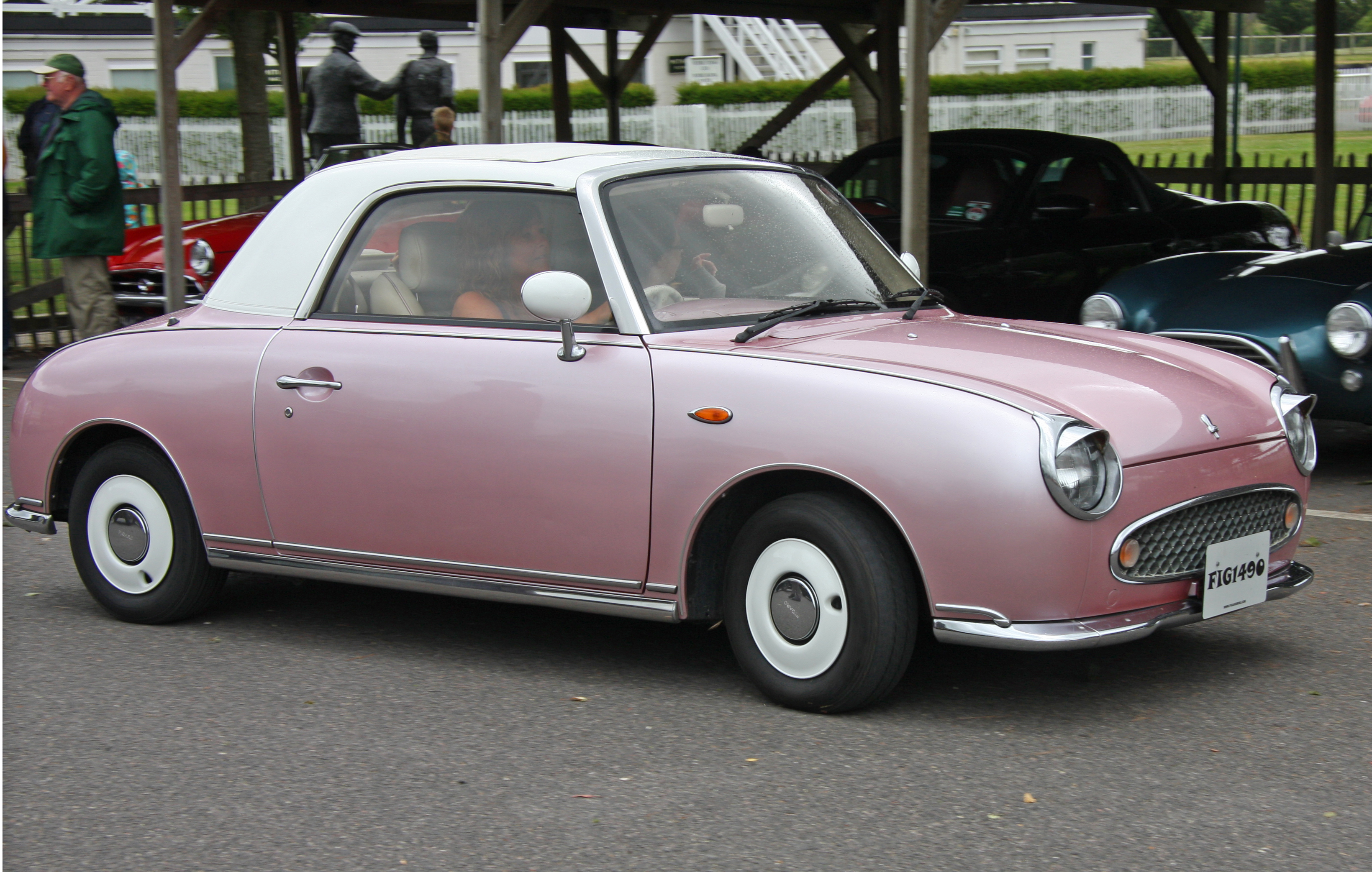
نیسان فیگارو

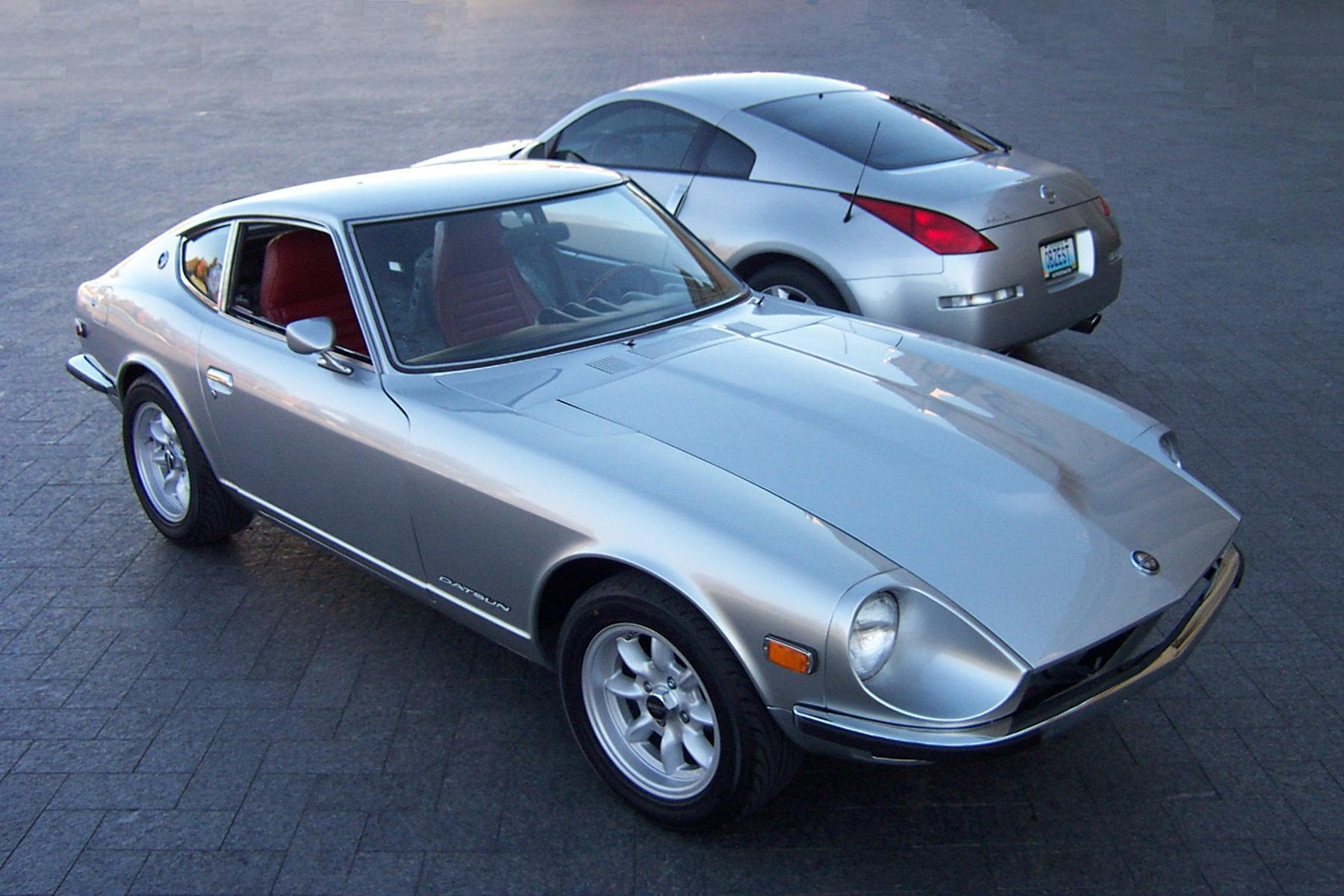
دو مدل از نیسان زد

در سال‌های نخست دهه ۱۹۵۰ نیسان به‌عنوان یک شرکت خودروسازی موفق ژاپنی در یوکوهاما، در سطح جهانی مطرح شده بود. با پیشرفت صنایع خودروسازی، زمان ساخت خودروی الکتریکی فرا رسید. دولت ژاپن بهره‌گیری از انرژی دوگانه را مدنظر قرار داد، سپس نیسان اقدام به تولید خودروی الکتریکی تاما نمود و آن را روانه بازار کرد.
به منظور جواب‌گویی به نیازهای ارتش ژاپن، در سال ۱۹۵۱ نخستین خودروی دو دیفرانسیل نیسان به نام نیسان پاترول از خط تولید نیسان خارج شد. این خودرو از بسیاری جهات مورد توجه ژاپنی‌ها قرار گرفت و از نظر ظاهری نیز بسیار شبیه به خودروجیپ ساخت ایالات متحده آمریکا بود.
در سال ۱۹۶۶ شرکت نیسان با پرینس موتور ادغام شد. پس از این ادغام نیسان وارد فاز جدیدی از تولید محصولات شد، که به ساخت و عرضه مدل‌هایی چون نیسان اسکای‌لاین و نیسان گلوریا انجامید.

### دهه‌های ۱۹۷۰ و ۱۹۸۰

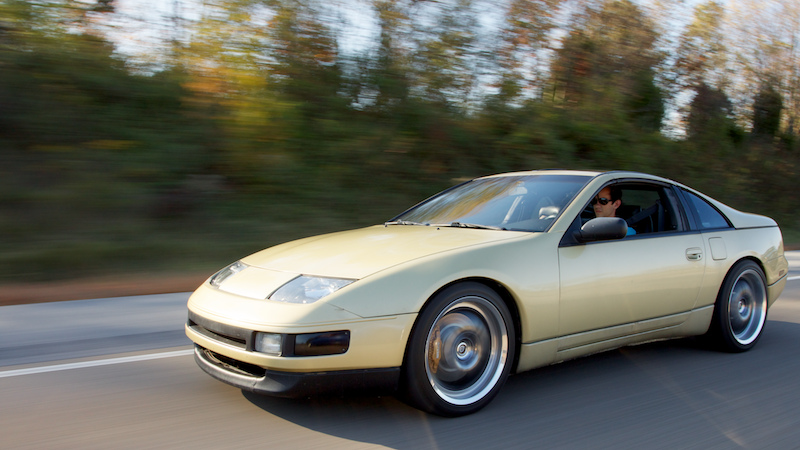
نیسان ۳۰۰زدایکس

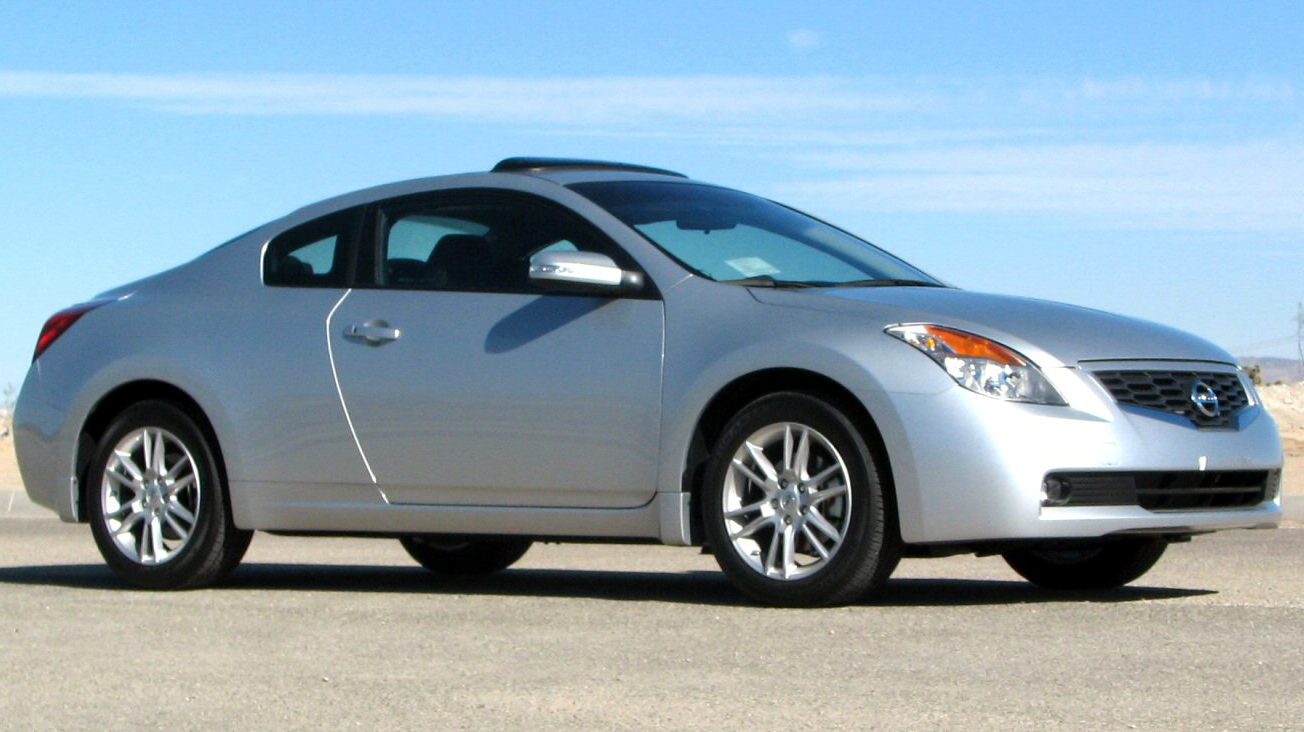
نیسان آلتیما

در دهه ۱۹۷۰ نیسان صادرات خودروهای خود را به ایالات متحده ادامه داد و بازاری برای خود فراهم کرد، که با فروش سالانه بیش از ۲۵۵ هزار دستگاه خودرو در سال ۱۹۷۱ ادامه یافت، ولی بحران عظیم سوخت در ایالات متحده آمریکا به عنوان یک کشور مصرفی باعث شد، که این کشور درخواست خودروهای کوچک‌تر، ارزان‌تر و با سوخت مناسب‌تری که همانند محصولات نیسان، هوندا و تویوتا بود، را بدهد.
در سال ۱۹۷۳ یک میلیون دستگاه داتسون در ایالات متحده به فروش رسیده بود و دو سال بعد از آن شرکت نیسان بزرگ‌ترین شرکت صادرکننده وسیله نقلیه به شمال آمریکا بود.
در دهه ۱۹۸۰ دو مرکز بزرگ تولید خودرو را در ایالات متحده آمریکا و بریتانیا ایجاد کرد و در سال ۱۹۸۳ خودروهایی مانند سانی را تحت نام نیسان به بازار ارائه کرد. تا سال ۱۹۸۷ صادرات رو به افزایش این شرکت، به بیست میلیون دستگاه در سال رسید.

### دهه‌های ۱۹۹۰ و ۲۰۰۰

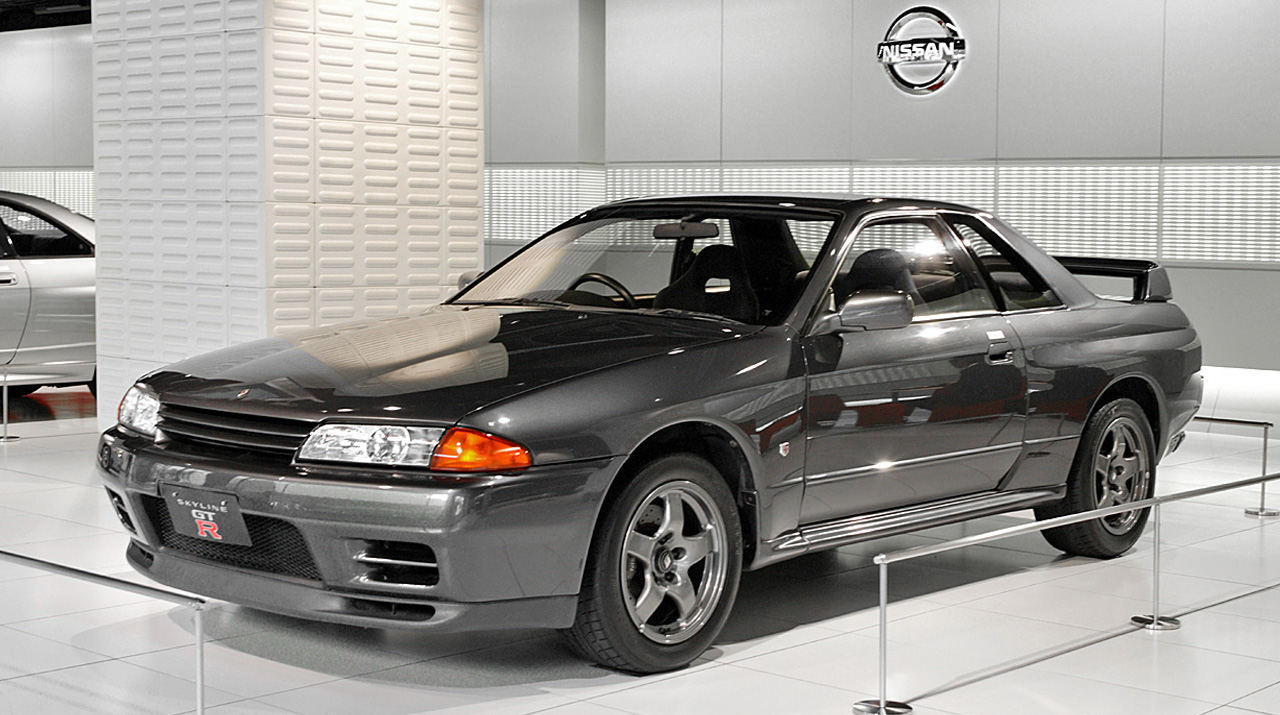
نیسان اسکای‌لاین مدل ۲۰۰۷

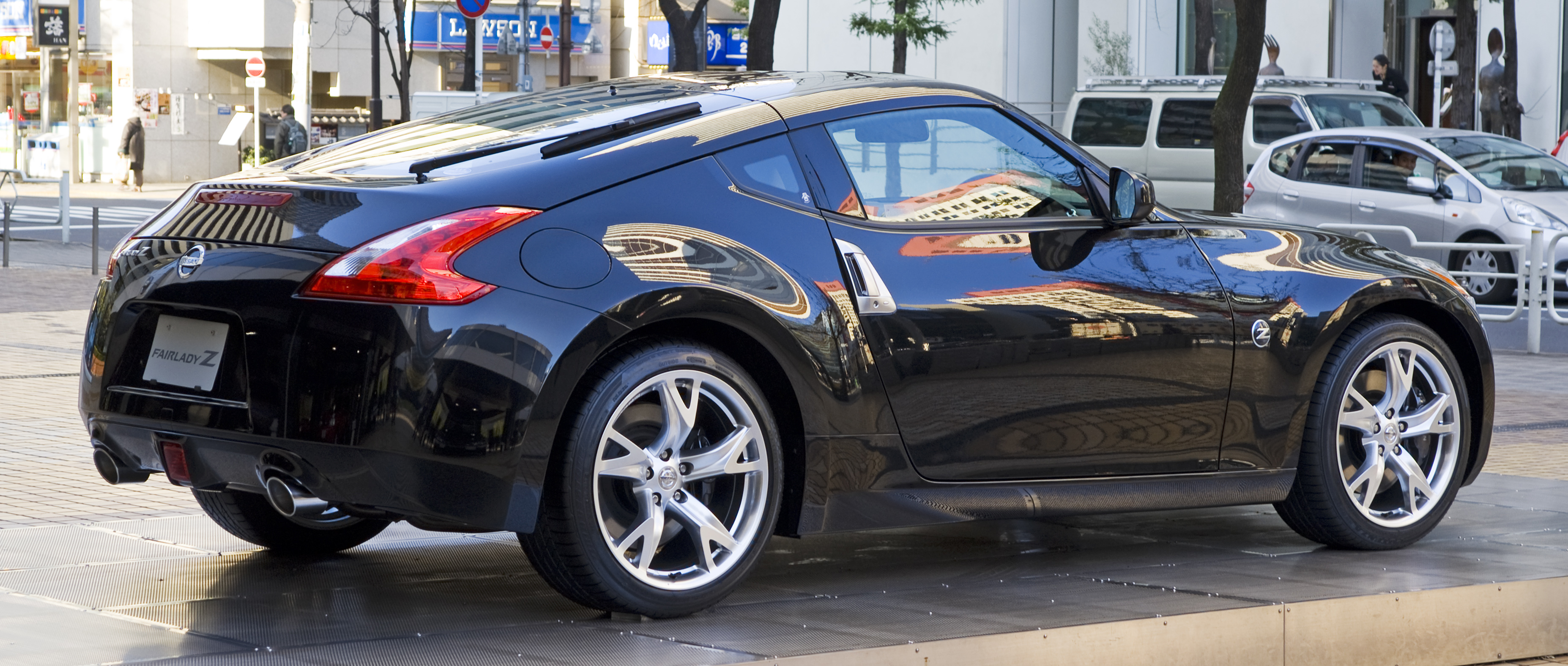
نیسان ۳۷۰زد مدل ۲۰۰۹

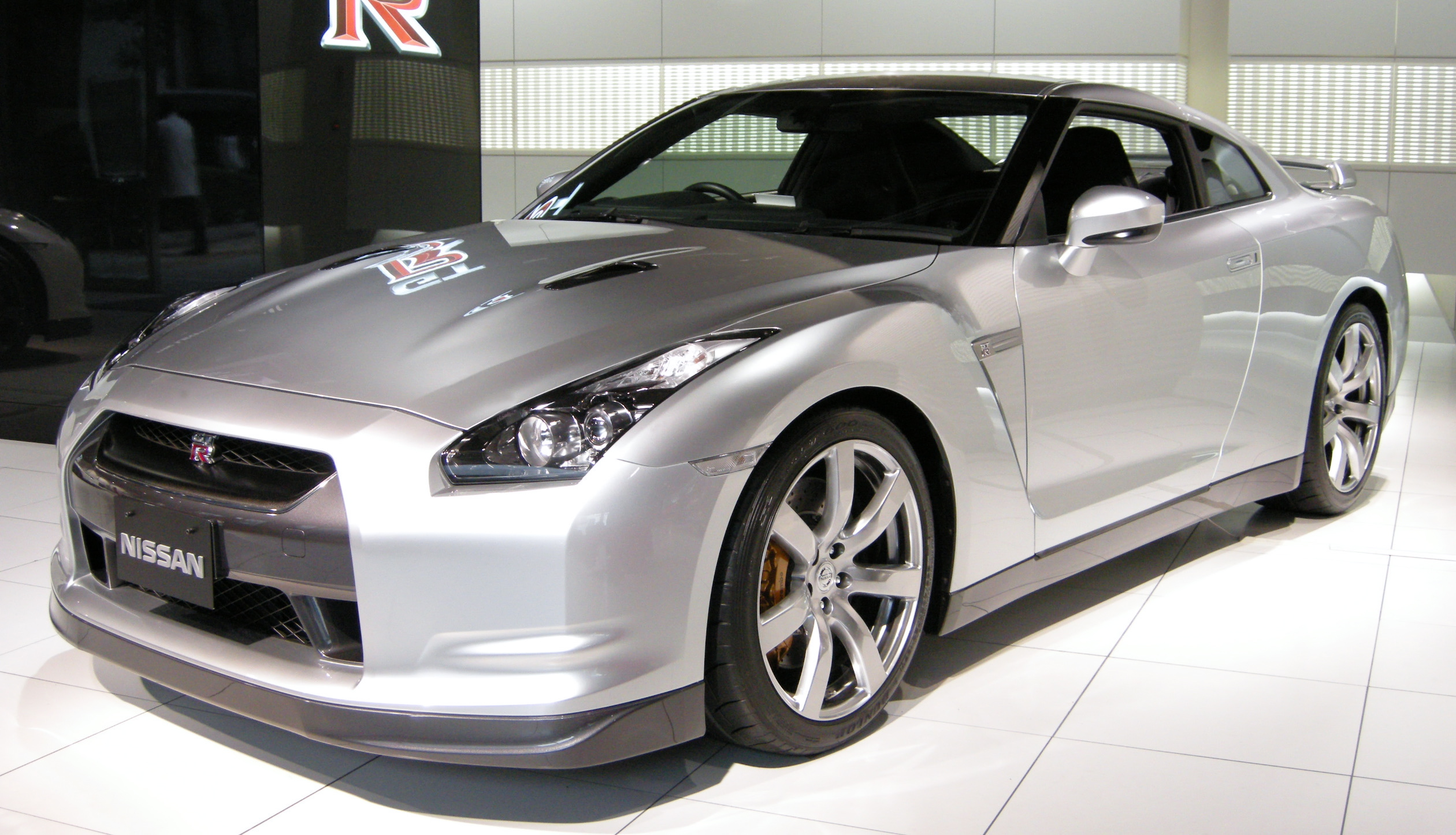
نیسان جی تی-آر

در اوایل دهه ۱۹۹۰ نیسان خودروی میکرا را تولید کرد، که طراحی زیبایی داشت و سه سال بعد به عنوان خودروی سال اروپا انتخاب شد.
در خلال دهه ۱۹۹۰ هر ساله نیسان ضرر می‌داد. فورد و کرایسلر از دادن سفارش خودداری کردند، اما رنو موافقت کرد، که در برابر پذیرش ۴/۵ میلیارد بدهی، ۸/۳۶ درصد دارایی‌های خالص شرکت را دریافت کند.
کارخانجات نیسان ظرفیت تولید بیش از یک میلیون خودرو را داشت، که قادر به فروش آن‌ها بود. هزینه‌های خرید ۱۰ تا ۲۰ درصد بیش از رنو بود و با ۱۱ میلیارد بدهی، کمبود نقدینگی شدیدی وجود داشت. نیسان مبتلا به فقدان شفافیت در توجیه سود، تمرکز ناکافی روی مشتری‌ها، تمرکز زیاد برای بیرون کردن رقبا، فقدان فرهنگ کار همراه عملکرد، مرزها یا خطوط سلسله مراتب (به‌دلیل وجود بوروکراسی موجود) و عدم وجود دید همکاری بین افراد بود. در چنان وضعیت نابسامانی، نیسان برای نجات خود به‌دنبال یک ناجی می‌گشت.
کارلوس غصن در ژوئیه ۱۹۹۹ به‌عنوان مدیر عملیات نیسان، فعالیتش را در این شرکت آغاز نمود. در ابتدای سال ۲۰۰۰ به ریاست هیئت مدیره شرکت و در ژوئیه ۲۰۰۱ به مدیرعاملی نیسان منصوب گردید.
هنگامی‌که غصن سکان هدایت این شرکت ژاپنی را در دست گرفت، نیسان بالغ بر ۲۰ میلیارد دلار بدهی داشت و از ۴۸ مدل خودرویی که تولید می‌کرد، تنها ۳ مدل سود دهی داشت.
نیسان را تحویل گرفت، چندین گروه درست کرد، که برای کمک به او در تهیه طرح احیاء در مورد عملکرد حیاتی مانند ساخت، خرید و مهندسی کندوکاو کنند. او جهت افزایش همکاری، کارمندان نمونه را در راس گروه‌ها قرار داد و هر یک از تیم‌ها را نیز به یک مدیر کلیدی سپرد، که از رنو با او به ژاپن آمده بودند. طرح غصن در نیسان برای صنعت خودروسازی ژاپن، مثل یک زلزله بود، که آن را دگرگون ساخت.
غصن مخارج اضافی را نصف کرد و تعداد فروشندگان را به ۲۰٪ درصد افزایش داد، ولی زمینه‌های کاری را به احیای نیسان موکول کرد. او دست طراحان خودروهای نیسان را در طراحی بدون دغدغه و نگرانی دربارهٔ قابلیت ساخت، آزاد گذاشت. وی، «شیرو ناکامورا» را از ایسوزو، برای شخصیت بخشیدن و هویت‌دادن به کامیون‌های نیسان، استخدام کرد.
کارلوس غصن همین‌طور از یک پروژه مشترک با رنو برای تولید خودروهای کوچک خبر داد و گفت که این خودرو جایگزین خط تولید نیسان‌های اروپایی خواهد شد.
با افزایش سرعت تولیدات، فروش نیسان به ۲۷ سال پیش برگشت. فروش ۱۷٪ درصدی در سال ۲۰۰۰ نیسان را قادر ساخت، تا جلوتر از هوندا بایستد، که فروش ۱۳٫۸٪ درصد داشت، ولی در مقایسه با تویوتا ۴۲٫۲٪ درصدی خیلی عقب بود.
نیسان با هشت مدل جدید به‌سوی نمایشگاه ۲۰۰۳ پیش رفت. «تاکیرو فوجی موتو» از دانشگاه توکیو و معاون سردبیر روزنامه خودروسازهای متحد می‌گوید: «داشتن استراتژیست درجه یک به‌عنوان مدیر ارشد، موثرترین راه برای انتقال توانایی‌ها است.»
عملکرد غصن در نیسان چنان چشمگیر بود، که در سال نخست سود خالصی معادل ۲٫۷ میلیارد دلار را عاید شرکت کرد و تا سال ۲۰۰۵ کلیه بدهی‌های نیسان را پرداخت نمود.
انتقال کارلوس غصن از رنو به نیسان، در عمل کلیدی برای موفقیت این اتحاد بود. در ماه مه سال ۲۰۰۵ پس از انتصاب او به‌عنوان رئیس هیئت مدیره رنو، غصن درصدد بود، که یک مدیر اجرایی ژاپنی برای جایگزین کردن خود در نیسان بیابد، ولی همچنان در این شرکت ماندگار شد. غصن در ماه مه ۲۰۰۹ جانشین «شواتیزر» مدیرعامل اسبق رنو گردید.

### دهه ۲۰۱۰
هم‌اکنون نیسان دومین تولیدکننده خودرو، دوباره تویوتا را در بازار جهانی و نیز اروپا و آمریکای شمالی به چالش می‌طلبد و هوندا را به‌طور چشمگیری پشت سر گذاشته است. کوریر ماتسومورا، معاون اجرایی و عضو هیئت مدیره نیسان می‌گوید: بزرگ‌ترین موفقیت غصن آن است که می‌تواند در عقاید مردم تغییرات ساختاری ایجاد کند.
نیسان در سال ۲۰۱۲ میلادی درآمدی بالغ بر ۹۵ میلیارد دلار داشت و با بیش از ۱۵۵ هزار کارمند در سراسر جهان از بزرگ‌ترین خودروسازان به‌شمار می‌رود.

## میزان فروش

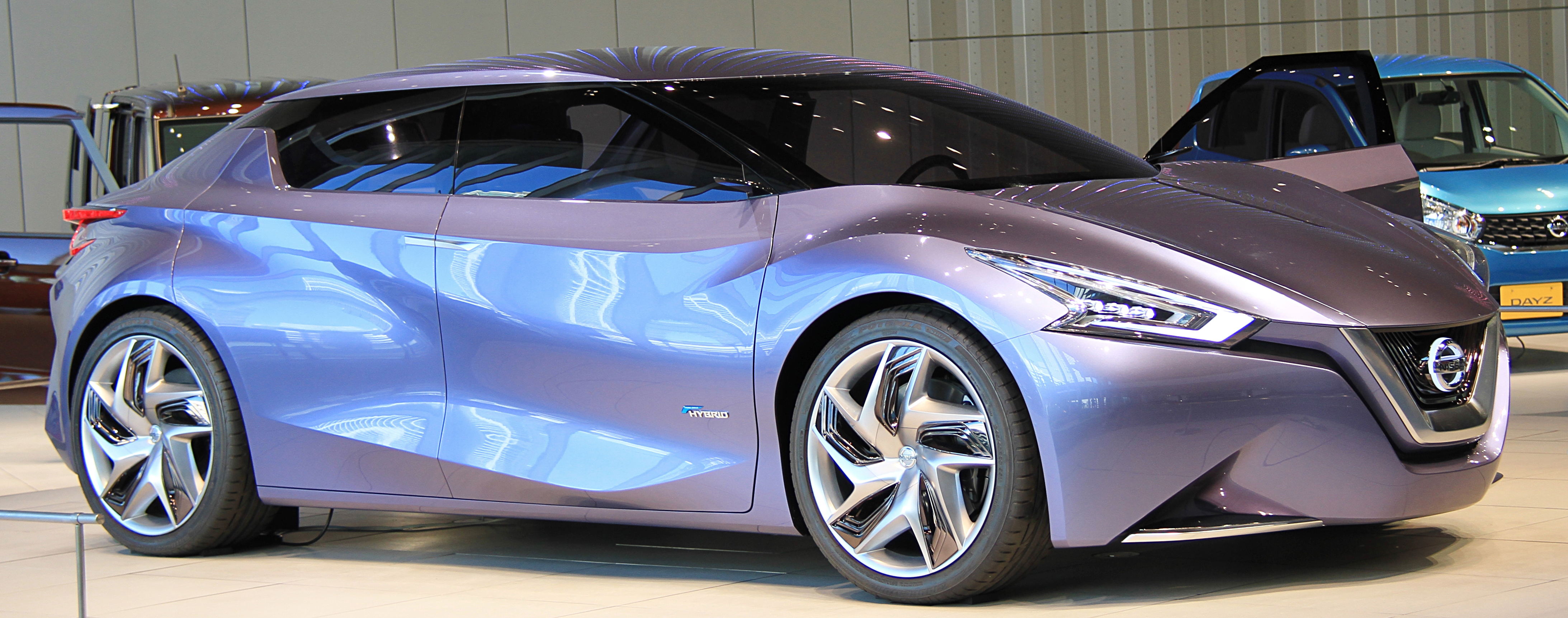
نیسان فرند

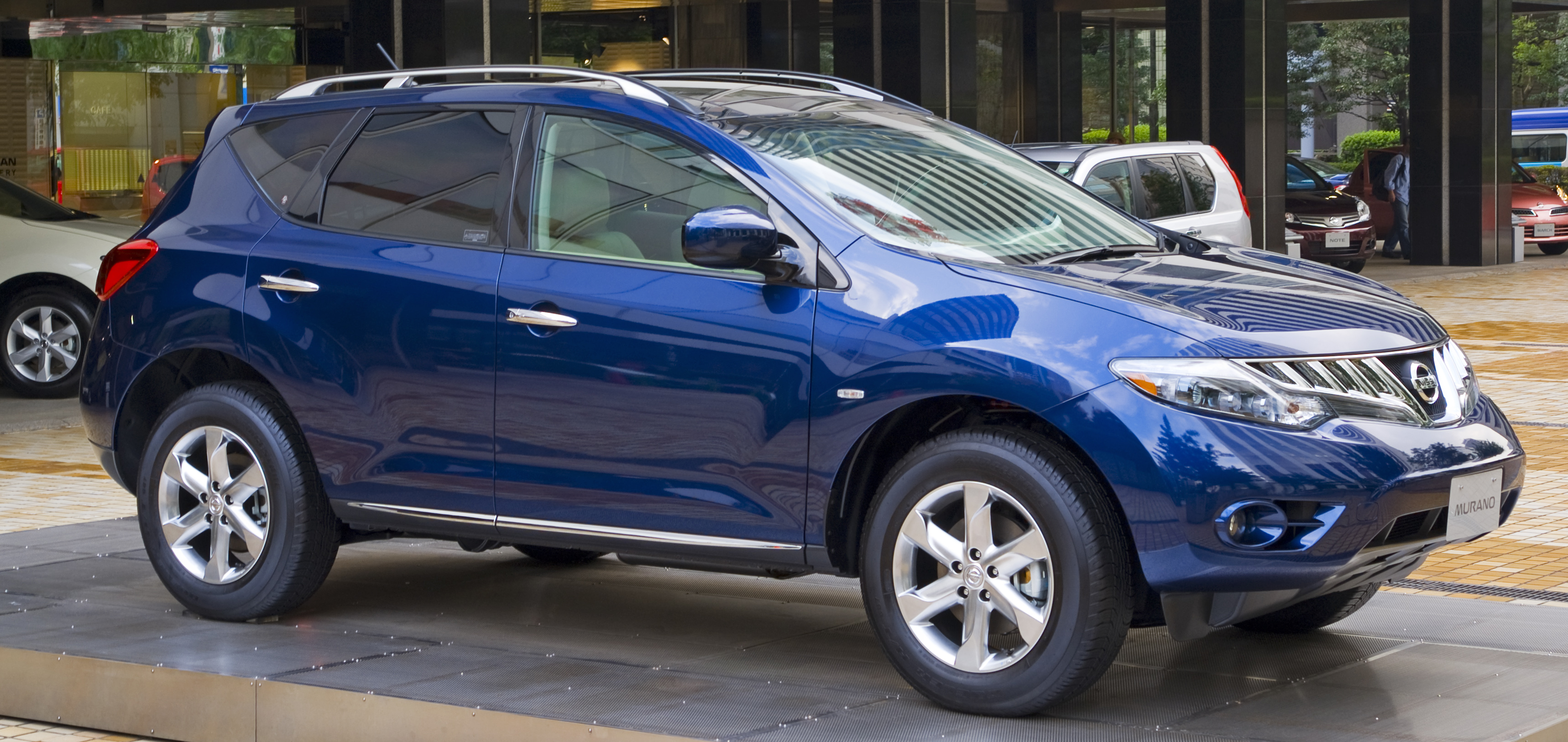
نیسان مورانو مدل ۲۰۱۲

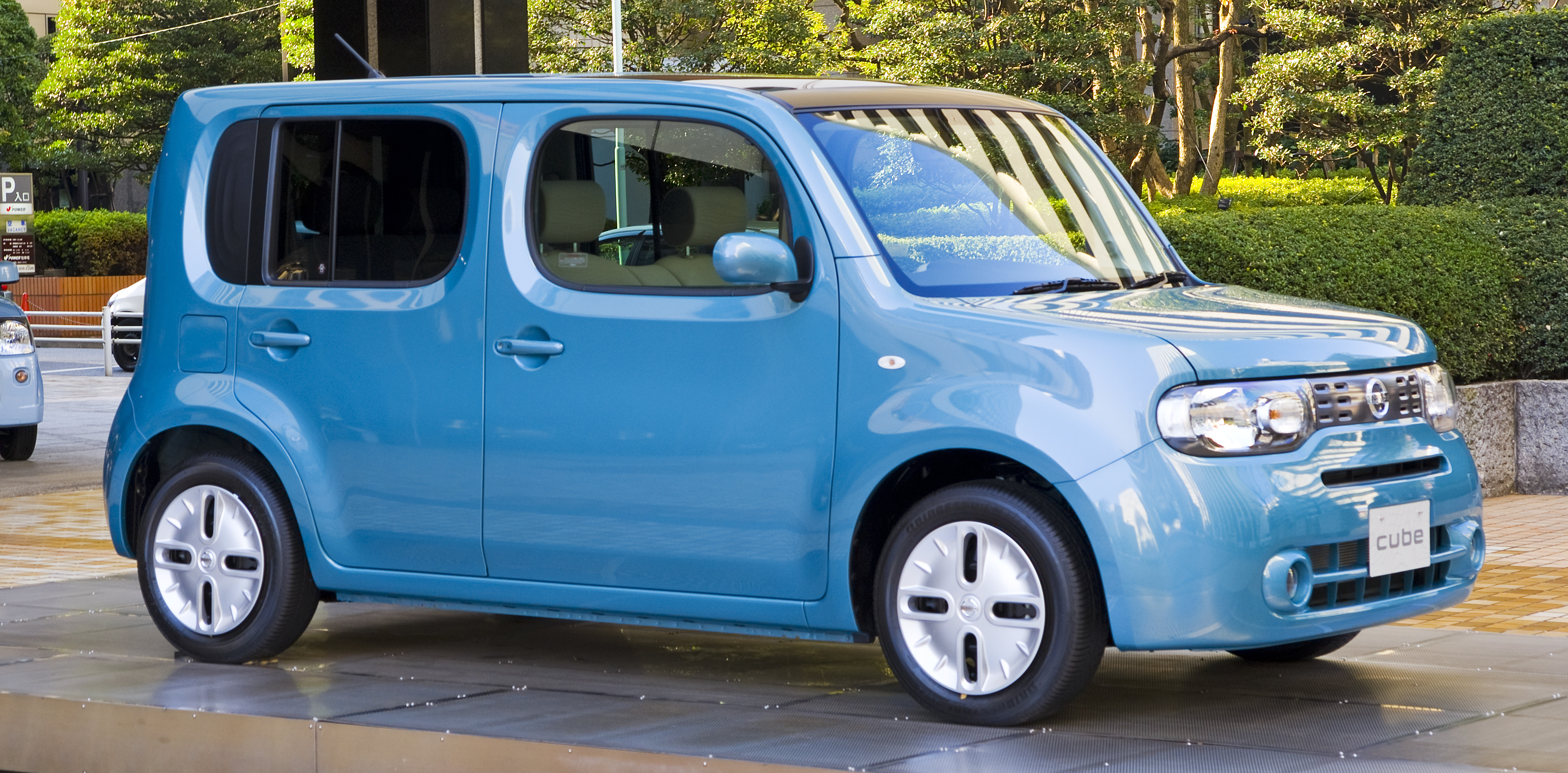
نیسان کیوب مدل ۲۰۰۹

در فهرست زیر، میزان فروش شرکت نیسان، در فاصله سال‌های مالی ۱۹۹۸ تا ۲۰۱۲ ذکر شده است.
| سال مالی | تعداد فروش |
| -------- | ---------- |
| ۱۹۹۸     | ۲٬۵۵۵٬۹۶۲  |
| ۱۹۹۹     | ۲٬۶۲۹٬۰۴۴  |
| ۲۰۰۰     | ۲٬۶۳۲٬۸۷۶  |
| ۲۰۰۱     | ۲٬۵۸۰٬۷۵۷  |
| ۲۰۰۲     | ۲٬۷۳۵٬۹۳۲  |
| ۲۰۰۳     | ۲٬۹۶۸٬۳۵۷  |
| ۲۰۰۴     | ۳٬۲۹۵٬۸۳۰  |
| ۲۰۰۵     | ۳٬۵۹۷٬۸۵۱  |
| ۲۰۰۶     | ۳٬۴۷۷٬۸۳۷  |
| ۲۰۰۷     | ۳٬۶۷۵٬۵۷۴  |
| ۲۰۰۸     | ۳٬۷۰۸٬۰۷۴  |
| ۲۰۰۹     | ۳٬۳۵۸٬۴۱۳  |
| ۲۰۱۰     | ۴٬۰۸۰٬۵۸۸  |
| ۲۰۱۱     | ۴٬۶۶۹٬۹۸۱  |
| ۲۰۱۲     | ۴٬۹۴۰٬۱۳۳  |

## مدل‌های تولیدشده

### خودرو شهری
| ساخت      | مدل         | یادداشت               | تصویر |
| --------- | ----------- | --------------------- | ----- |
| ۱۹۹۹–۲۰۰۱ | هیپرمینی    |                       |       |
| سال ۲۰۰۲  | نیسان موکو  | نیسان ب-۱             |       |
| سال ۲۰۰۵  | نیسان ای‌کا  | از طرح میتسوبیشی ای‌کا |       |
| سال ۲۰۰۷  | نیسان پینو  | نیسان ب-۱             |       |
| سال ۲۰۰۹  | نیسان پیکسو | از طرح سوزوکی آلتو    |       |

### سوپرمینی
| ساخت      | مدل           | یادداشت                          | تصویر |
| --------- | ------------- | -------------------------------- | ----- |
| ۱۹۸۷–۱۹۸۹ | نیسان ب-۱     | نیسان مارس                       |       |
| ۱۹۹۱      | نیسان فیگارو  | بر پایه نیسان مارس               |       |
| ۱۹۸۹–۱۹۹۳ | نیسان پائو    | بر پایه نیسان ب-۱ و نیسان مارس   |       |
| سال ۱۹۸۴  | نیسان مارس    |                                  |       |
| سال ۲۰۰۲  | نیسان پلاتینا | تا سال ۲۰۰۸ در مکزیک تولید می‌شد. |       |

### خودروی کامپکت
| ساخت      | مدل                   | یادداشت                                                     | تصویر |
| --------- | --------------------- | ----------------------------------------------------------- | ----- |
| ۱۹۸۲–۱۹۸۶ | نیسان چری             | خرید طرح از آلفا رومئو بر پایه آلفارومئو آرنا               |       |
| ۱۹۹۴–۱۹۹۹ | نیسان لوچینو          | تولید در اروپا                                              |       |
| ۱۹۸۱–۲۰۰۴ | نیسان سانی            | بر پایه داتسون سانی مدل ۱۹۶۶                                |       |
| ۱۹۷۸–۲۰۰۶ | نیسان پولسار          | بر پایه نیسان سانی و نیسان آلمرا                            |       |
| ۱۹۹۵–۲۰۰۶ | نیسان آلمرا           | بر پایه مدل‌های نیسان سانی، نیسان آلمرا تینو و نیسان پولسار. |       |
| سال ۲۰۰۰  | نیسان شیلفی پرنده آبی | بر پایه نیسان پولسار                                        |       |
| سال ۲۰۰۴  | نیسان تیدا            | نیسان آلمرا                                                 |       |
| سال ۲۰۰۷  | نیسان ۹۰              | بر پایه تندر ۹۰                                             |       |
| سال ۲۰۱۰  | نیسان لیف             |                                                             |       |

### خودرو خانواده
| ساخت      | مدل             | یادداشت                             | تصویر |
| --------- | --------------- | ----------------------------------- | ----- |
| ۱۹۵۳–۱۹۵۴ | نیسان ای۴۰      | طراحی سی‌کی‌دی                        |       |
| ۱۹۷۳–۱۹۸۵ | نیسان استانزا   | بر پایه داتسون وایولت               |       |
| ۱۹۸۱–۱۹۹۲ | نیسان استانزا   |                                     |       |
| ۱۹۹۰–۲۰۰۰ | نیسان پرسا      | تولید در آسیا و اقیانوسیه           |       |
| ۱۹۸۳–۲۰۰۱ | نیسان بلوبرد    |                                     |       |
| ۱۹۹۷–۲۰۰۱ | نیسان آر'نسا    |                                     |       |
| ۱۹۹۰–۲۰۰۵ | نیسان اونیر     | بر پایه نیسان بلوبرد و نیسان پریمرا |       |
| ۱۹۹۰–۲۰۰۷ | نیسان پریمرا    |                                     |       |
| ۱۹۹۶–۲۰۰۷ | نیسان استاجیا   | بر پایه نیسان اسکای‌لاین             |       |
| سال ۱۹۵۷  | نیسان اسکای‌لاین |                                     |       |
| سال ۱۹۹۲  | نیسان آلتیما    | بر پایه نیسان استانزا               |       |
| سال ۱۹۹۴  | نیسان کریو      |                                     |       |
| سال ۱۹۹۶  | نیسان وینگرود   |                                     |       |

### خودروی شرکتی
| ساخت      | مدل           | یادداشت                                               | تصویر |
| --------- | ------------- | ----------------------------------------------------- | ----- |
| ۱۹۵۵–۱۹۵۹ | نیسان ای۵۰    |                                                       |       |
| ۱۹۵۹–۲۰۰۴ | نیسان گلوریا  |                                                       |       |
| ۱۹۶۰–۲۰۰۴ | نیسان سدریک   |                                                       |       |
| ۱۹۶۸–۲۰۰۳ | نیسان لورل    |                                                       |       |
| ۱۹۸۰–۱۹۹۹ | نیسان لئوپارد | بر پایه اینفینیتی جی۳۰ (۱۹۹۲–۱۹۹۷) تولید ایالات متحده |       |
| ۱۹۸۶–۱۹۹۳ | نیسان پینتارا | بر پایه فورد کورس‌ایر                                  |       |
| ۱۹۸۸–۲۰۰۳ | نیسان آی      | بر پایه اینفینیتی آی                                  |       |
| سال ۱۹۸۵  | نیسان ماکسیما |                                                       |       |
| سال ۲۰۰۳  | نیسان تینا    |                                                       |       |
| سال ۲۰۰۴  | نیسان فوگا    | بر پایه اینفینیتی ام                                  |       |

### خودروی لوکس
| ساخت      | مدل           | یادداشت                  | تصویر |
| --------- | ------------- | ------------------------ | ----- |
| ۱۹۶۵–۲۰۱۰ | نیسان پرزیدنت |                          |       |
| ۱۹۸۸–۲۰۱۰ | نیسان سیما    | بر پایه اینفینیتی کیو۴۵. |       |

### ون کوچک
| ساخت     | مدل        | یادداشت | تصویر |
| -------- | ---------- | ------- | ----- |
| سال ۲۰۰۹ | نیسان روکس |         |       |

### مینی ام‌پی‌وی
| ساخت      | مدل            | یادداشت                  | تصویر |
| --------- | -------------- | ------------------------ | ----- |
| ۱۹۸۹–۱۹۹۲ | نیسان اس-کارگو | بر پایه نیسان مارس       |       |
| سال ۱۹۹۸  | نیسان کیوب     |                          |       |
| سال ۲۰۰۵  | نیسان نوت      | بر پایه نیسان آلمرا تینو |       |

### کامپکت ام‌پی‌وی
| ساخت      | مدل              | یادداشت                       | تصویر |
| --------- | ---------------- | ----------------------------- | ----- |
| ۱۹۸۱–۱۹۹۸ | نیسان پریری      |                               |       |
| ۱۹۹۸–۲۰۰۴ | نیسان پریری      | تولید در ژاپن و ایالات متحده. |       |
| ۲۰۰۰–۲۰۰۶ | نیسان آلمرا تینو |                               |       |

### مینی‌ون
| ساخت      | مدل                | یادداشت                       | تصویر |
| --------- | ------------------ | ----------------------------- | ----- |
| ۱۹۹۹–۲۰۰۳ | نیسان بصارا        | بر پایه نیسان پرسیج           |       |
| ۱۹۹۸–۲۰۰۹ | نیسان پرسیج        |                               |       |
| سال ۱۹۷۸  | نیسان وانته        |                               |       |
| سال ۱۹۹۱  | نیسان سرنا         |                               |       |
| سال ۱۹۹۲  | نیسان کوئست        | بر پایه مرکوری ویلیجر         |       |
| سال ۱۹۹۷  | نیسان الگراند      |                               |       |
| سال ۲۰۰۴  | نیسان لافستا       |                               |       |
| سال ۲۰۰۶  | نیسان لیوینیا جنیس | طراحی توسط شرکت دانگفنگ موتور |       |

### ون (خودرو)/مینی‌بوس
| ساخت     | مدل                     | یادداشت             | تصویر |
| -------- | ----------------------- | ------------------- | ----- |
| سال ۱۹۷۳ | نیسان کاروان            |                     |       |
| سال ۱۹۷۸ | نیسان وانته لارگو/کارگو | بر پایه مزدا بونگو  |       |
| سال ۲۰۰۲ | نیسان پاریماستار        | بر پایه اوپل ویوارو |       |
| سال ۲۰۰۲ | نیسان اینتراستار        |                     |       |
| سال ۲۰۰۹ | نیسان ان‌وی۲۰۰           |                     |       |
| سال ۲۰۱۰ | نیسان ان‌وی۴۰۰           |                     |       |

### اس‌یووی
| ساخت      | مدل             | یادداشت                                 | تصویر |
| --------- | --------------- | --------------------------------------- | ----- |
| ۱۹۹۵–۱۹۹۷ | نیسان وینر      |                                         |       |
| ۱۹۹۴–۲۰۰۰ | نیسان راشین     |                                         |       |
| سال ۲۰۰۰  | نیسان اکسترا    |                                         |       |
| سال ۲۰۰۱  | نیسان ایکس-تریل |                                         |       |
| سال ۲۰۰۳  | نیسان مورانو    |                                         |       |
| سال ۲۰۰۴  | نیسان آرمادا    | بر پایه نیسان تیتان و اینفینیتی کیوایکس |       |
| سال ۲۰۰۷  | نیسان روج       |                                         |       |
| سال ۲۰۰۷  | نیسان قشقایی    |                                         |       |
| سال ۲۰۱۰  | نیسان جوک       |                                         |       |

### خودروی بیابانگرد
| ساخت       | مدل                 | یادداشت | تصویر |
| ---------- | ------------------- | ------- | ----- |
| ۱۹۸۶–۱۹۹۷  | نیسان هاردبادی تراک |         |       |
| اکنون–۱۹۹۷ | نیسان فرانتیر       |         |       |
| ۱۹۸۷–۲۰۰۴  | نیسان ترانو         |         |       |
| سال ۱۹۵۱   | نیسان پاترول        |         |       |
| سال ۱۹۸۶   | نیسان ناوارا        |         |       |
| سال ۱۹۸۸   | نیسان پیک‌آپ         |         |       |
| سال ۱۹۹۵   | نیسان پت‌فایندر      |         |       |
| سال ۲۰۰۴   | نیسان تیتان         |         |       |
| سال ۲۰۰۳   | نیسان ان۲۰۰         |         |       |

### خودروی اسپورت
| ساخت      | مدل             | یادداشت | تصویر |
| --------- | --------------- | ------- | ----- |
| ۱۹۵۹–۱۹۷۰ | داتسون اسپورتس  |         |       |
| ۱۹۶۹–۱۹۷۸ | داتسون زد       |         |       |
| ۱۹۷۹–۱۹۸۳ | نیسان ۲۸۰زدایکس |         |       |
| ۱۹۸۳–۲۰۰۰ | نیسان ۳۰۰زدایکس |         |       |
| ۲۰۰۲–۲۰۰۹ | نیسان ۳۵۰زد     |         |       |
| سال ۲۰۰۸  | نیسان جی تی-آر  |         |       |
| سال ۲۰۰۸  | نیسان ۳۷۰زد     |         |       |

## اینفینیتی

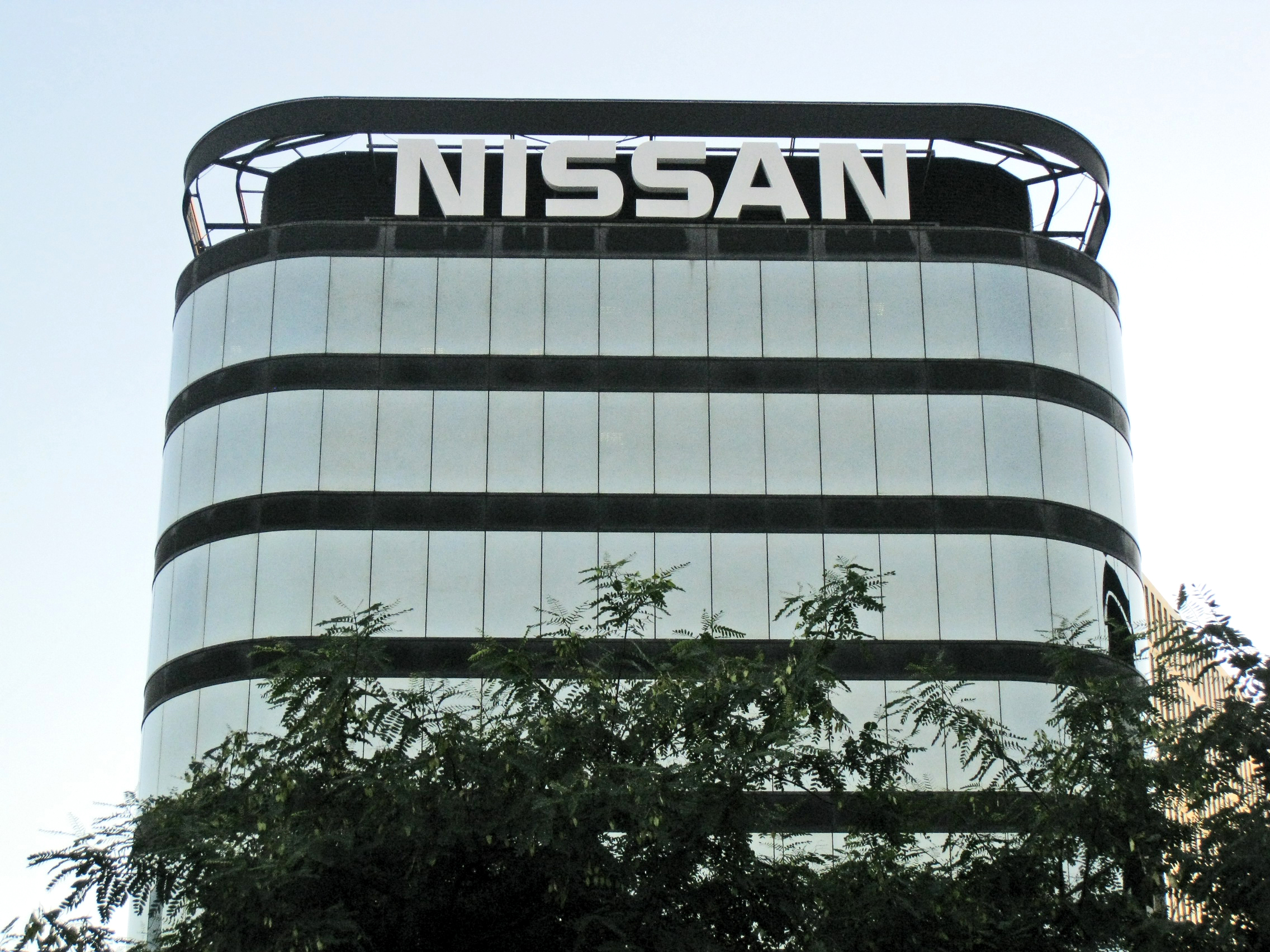
ساختمان اداری نیسان اسپانیا

اینفینیتی، زیرمجموعه‌ای از شرکت نیسان است، که در تاریخ ۸ نوامبر ۱۹۸۹ فعالیت خود را با توزیع خودرو، در آمریکای شمالی آغاز نمود. این شرکت، وظیفه تولید خودروهای لوکس شرکت نیسان را بر عهده دارد.
اینفینیتی اکنون مالک شبکه‌ای از ۲۳۰ مرکز فروش در ۱۵ کشور جهان می‌باشد و در سطح خودروهای نیمه‌لوکس و لوکس طبقه‌بندی می‌شود، در حالی که محصولات عادی نیسان، جزئی از طبقهٔ اسپرت و سدان هستند.
سه خودروساز بزرگ ژاپنی؛ تویوتا، هوندا و نیسان، همواره رقابت تنگاتنگی با یکدیگر داشته‌اند. این سه شرکت، در بخش تولید خودروهای لوکس نیز با خلق برندهای لکسوس (تویوتا)، اکیورا (هوندا) و اینفینیتی، رقابت خود را در بازار خودروهای لوکس آمریکای شمالی پی گرفته‌اند.
از مدل‌های تولید شده این شرکت می‌توان خودروهای اینفینیتی کیو۴۵، اینفینیتی ام، اینفینیتی جی، اینفینیتی آی، اینفینیتی کیوایکس، اینفینیتی اف‌ایکس، اینفینیتی ای‌ایکس، اینفینیتی اف‌ایکس و اینفینیتی اسنس، را نام برد.

## رنو-نیسان آلیانس
رنو-نیسان آلیانس شرکت خودروسازی ژاپنی-فرانسوی است، که از مشارکت استراتژیک دو شرکت رنو و نیسان، در سال ۱۹۹۹ تأسیس شد و هم‌اکنون از هر ۱۰ دستگاه خودروی تولید شده در جهان، یک خودرو به این شرکت تعلق دارد.
شرکت رنو-نیسان آلیانس اکنون دارای بیش از ۳۵۰٫۰۰۰ کارمند است و کنترل ۷ شرکت خودروسازی اینفینیتی، رنو سامسونگ موتورز، نیسان، رنو، داتسون، داچیا و لادا را در اختیار دارد.
دفتر مرکزی این شرکت در شهر آمستردام، هلند قرار دارد و در سال ۲۰۱۲ شمار ۸٫۱ میلیون دستگاه خودرو به‌فروش رساند، که پس از شرکت‌های جنرال موتورز، تویوتا و گروه فولکس‌واگن به‌عنوان چهارمین شرکت خودروسازی جهان شناخته شد.
کارلوس غصن مدیرعامل و رئیس هیئت مدیره نیسان، سکان رهبری شرکت رنو-نیسان آلیانس را در دست دارد، که از طریق ریاستش بر این شرکت، به‌طور هم‌زمان بر دو کمپانی رنو و نیسان مدیریت می‌نماید.

## نیسان در ایران
خودروهای نیسان، از اواسط دهه ۱۹۸۰ وارد بازار خودروی ایران گردید. نخستین شرکتی که اقدام به مونتاژ و عرضه تولیدات نیسان نمود، شرکت پارس خودرو بود، که از سال ۱۹۸۶ تولید خودروهای نیسان پاترول را آغاز نمود.
مدل‌هایی که هم‌اکنون در بازار خودروی ایران موجود می‌باشند، عبارتند از:
- نیسان پاترول
- نیسان رونیز
- نیسان پیکاپ
- نیسان ماکسیما
- نیسان مورانو
- نیسان قشقایی
- نیسان تیانا
- نیسان جوک
- نیسان ایکس تریل